# Volkswagen Beetle
Volkswagen Beetle – samochód osobowy produkowany przez niemiecką markę Volkswagen w latach 2011 - 2019.

## Historia modelu

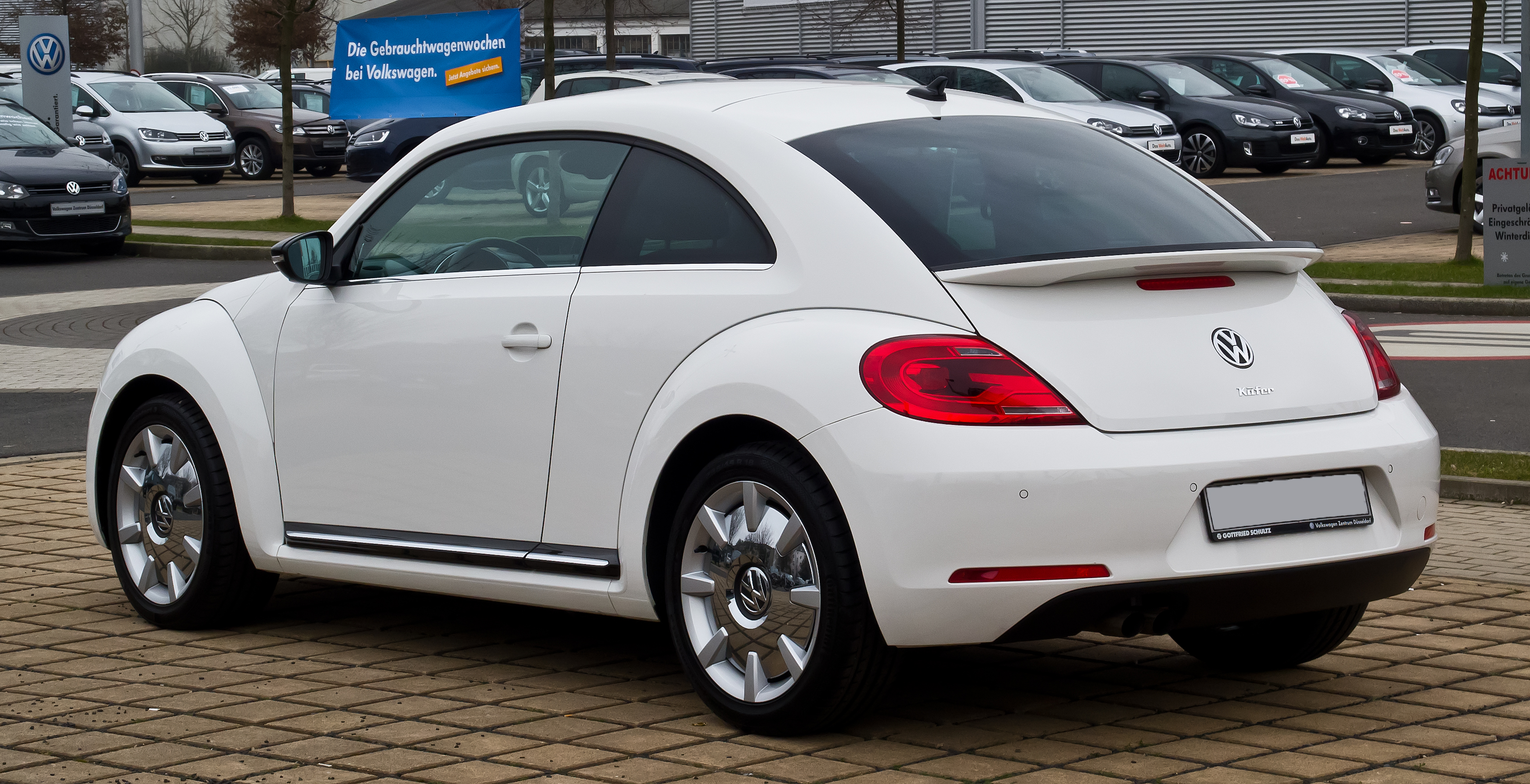
VW Beetle - tył

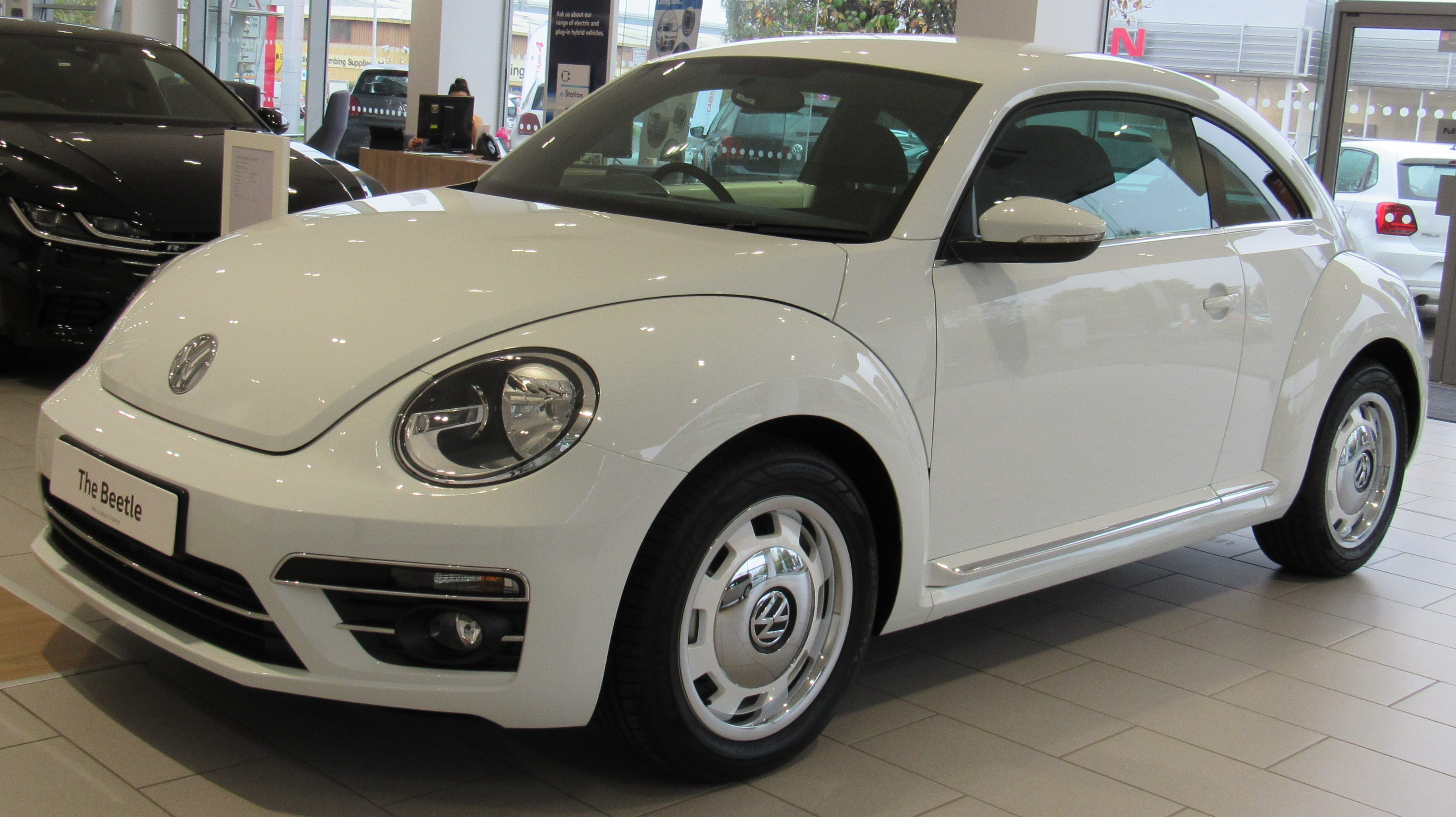
Volkswagen Beetle po liftingu

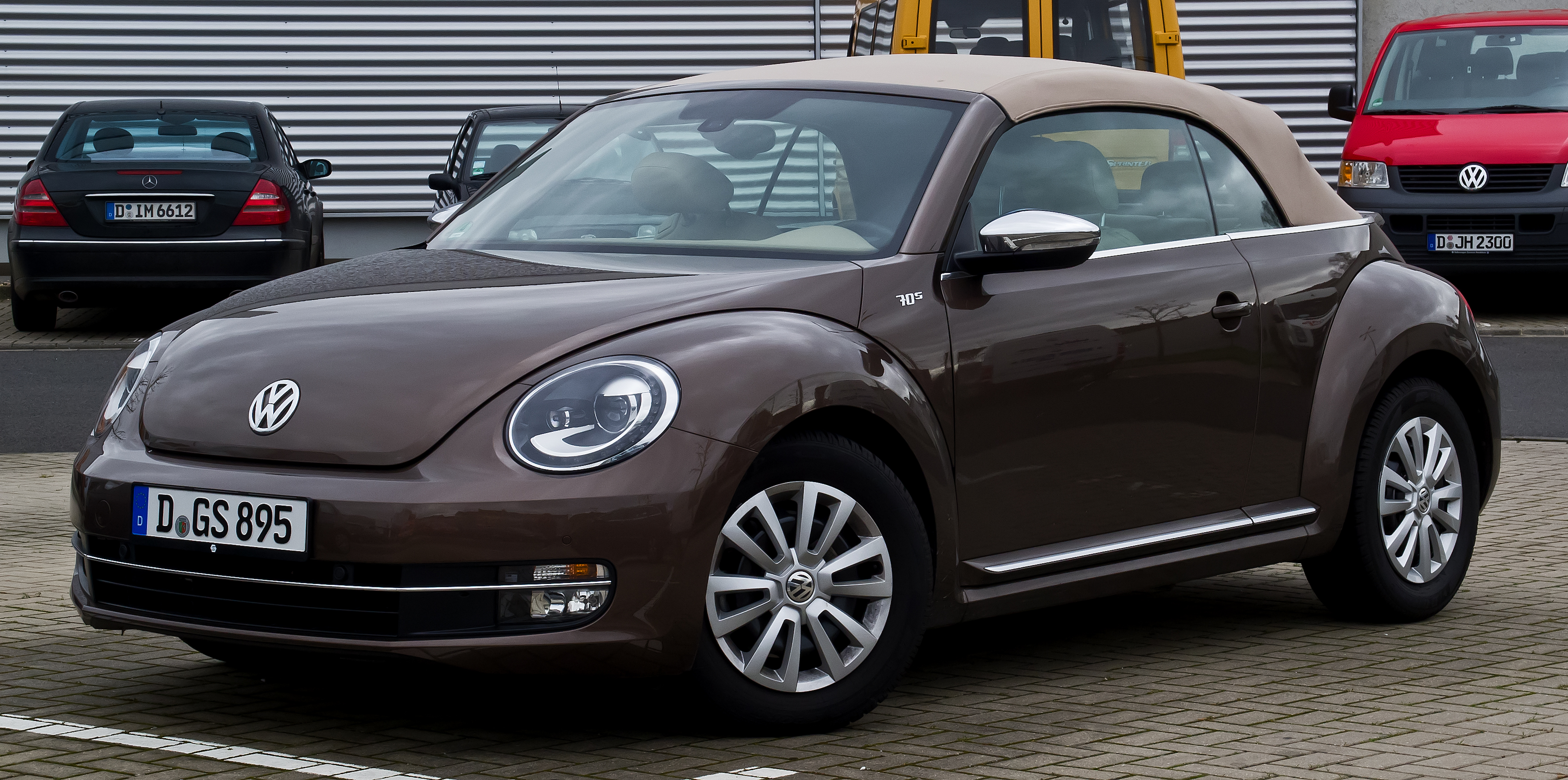
VW Beetle Cabrio

Stylistycznie, tak jak poprzednik, nawiązuje do Garbusa. Pojazd zaprezentowano podczas Międzynarodowej Wystawy Samochodowej w Szanghaju w kwietniu 2011 roku. 
W 2012 roku wprowadzono wersję cabrio. W 2013 roku producent wprowadził do oferty limitowaną wersję GSR, która nawiązuje do Garbusa z lat 70. Mowa o oryginalnym Beetle 1303 S GSR. Sam przydomek GSR to skrót od słów Gelb-Schwarze Renner. Nadwozie wyróżnia się tytułowym połączeniem kolorów - dominujący żółty oraz czarne dodatki w postaci naklejek i akcentów.
W styczniu 2012 Volkswagen pokazał na targach w Detroit koncepcyjną wersję Beetle'a - nazwaną E-Bugster - wyposażoną w napęd elektryczny.
Jesienią 2014 roku samochód poddano modernizacji. Zmiany techniczne dotknęły przede wszystkim jednostki napędowe. Po modyfikacjach są one mocniejsze i zużywają mniej paliwa. Wszystkie spełniają normę emisji spalin Euro 6. Ponadto zwiększono poziom wyposażenia w elektroniczne systemy asystentów kierowcy.

### Koniec produkcji
10 lipca 2019 roku wyjechał z fabryki ostatni egzemplarz w wersji z zamkniętym nadwoziem, pokryty niebieskim lakierem Denim Blue. Trafi on do lokalnego muzeum. Przed nim powstały dwa egzemplarze pokryte czerwonym lakierem i wykończone pikowaną tapicerką, które trafią z kolei do kolekcji historycznych pojazdów Volkswagena Ameryka.
W ostatnim roku produkcji VW oferował klientom dwie specjalne wersje: Final Edition SE i Final Edition SEL. Ostatnie egzemplarze VW Beetle'a zostaną sprzedane na Amazonie.

### Silniki
Benzynowe
- - 1.2 TSi 105 KM
  - 1.4 TSi 160 KM
  - 1.4 TSi 150 KM
  - 2.0 TSi 200 KM
  - 2.0 TSi 210 KM
  - 2.5  I5  170 KM (USA)

Diesla
- - 1.6 TDI 105 KM
  - 2.0 TDI 140 KM

### Wersje wyposażeniowe
- Beetle
- Design
- Sport
- R-Line (pakiet)[8]
- GSR (wersja limitowana; 3 500 sztuk)[9]
- Beetle 53 Edition
- Final Edition SE[7]
- Final Edition SEL[7]
- Fender Edition[10]